# Premis Oscar de 1935
Els Premis Oscar de 1935 (en anglès: 8th Academy Awards) foren presentats el 5 de març de 1936 en una cerimònia realitzada al Biltmore Hotel de Los Angeles. La cerimònia fou presentada pel director Frank Capra.

## Curiositats
Aquesta fou la primera vegada en la qual les estatuetes foren anomenades "Oscar".
En aquesta edició s'introduí una nova categoria: Oscar a la millor direcció de ball, que fou eliminada tres edicions posteriors.
Rebel·lió a bord de Frank Lloyd fou l'última pel·lícula, avui dia, d'aconseguir el premi de Millor Pel·lícula (juntament amb The Broadway Melody i Grand Hotel) sense cap altre premi. Així mateix és l'únic film en aconseguir tres nominacions a millor actor.

## Premis
| Millor pel·lícula | Millor director |
| --- | --- |
| - Rebel·lió a bord - Barret de copa - Broadway Melody of 1936 - Captain Blood - David Copperfield - El delator - Les Misérables - The Lives of a Bengal Lancer - A Midsummer Night's Dream - Naughty Marietta - Noblesa obliga - Somnis de joventut | - John Ford per El delator - Michael Curtiz per Captain Blood (Nominació no oficial) - Henry Hathaway per The Lives of a Bengal Lancer - Frank Lloyd per Rebel·lió a bord |
| Millor actor | Millor actriu |
| - Victor McLaglen per El delator com a "Gypo" Nolan - Clark Gable per Rebel·lió a bord com a Fletcher Christian - Charles Laughton per Rebel·lió a bord com a Capità William Bligh - Paul Muni per Black Fury com a Joe Radek (Nominació no oficial) - Franchot Tone per Rebel·lió a bord com a Byam | - Bette Davis per Dangerous com a Joyce Heath - Elisabeth Bergner per Escape Me Never com a Gemma Jones - Claudette Colbert per Private Worlds com a Dr. Jane Everest - Katharine Hepburn per Somnis de joventut com a Alice Adams - Miriam Hopkins per La fira de la vanitat com a Becky Sharp - Merle Oberon The Dark Angel com a Kitty Vane |
| Millor història | Millor guió adaptat |
| - Ben Hecht i Charles MacArthur per The Scoundrel - Moss Hart per Broadway Melody of 1936 - Don Hartman i Stephen Morehouse Avery per The Gay Deception - Gregory Rogers (pseudònim de Darryl F. Zanuck) per G Men (Nominació no oficial) | - Dudley Nichols per El delator (sobre hist. de Liam O'Flaherty) - Grover Jones i William Slavens McNutt per The Lives of a Bengal Lancer (sobre hist. de Francis Yeats-Brown) - Achmed Abdullah, John L. Balderston, Waldemar Young, Jules Furthman, Talbot Jennings i Carey Wilson per Rebel·lió a bord (sobre hist. de Charles Nordhoff i James Norman Hall) - Casey Robinson per Captain Blood (sobre hist. de Rafael Sabatini) (Nominació no oficial) |
| Millor banda sonora | Millor cançó original |
| - Max Steiner (cap de departament) per El delator (música de Max Steiner) - Leo F. Forbstein (cap de departament) per Captain Blood (música de Erich Wolfgang Korngold) (Nominació no oficial) - Nat W. Finston (cap de departament) per Rebel·lió a bord (música de Herbert Stothart) - Irvin Talbot (cap de departament) per Somni d'amor etern (música de Ernst Toch) | - Harry Warren (música); Al Dubin (lletra) per Gold Diggers of 1935 ("Lullaby of Broadway") - Irving Berlin (música i lletra) per Barret de copa ("Cheek to Cheek") - Jerome Kern (música); Dorothy Fields i Jimmy McHugh (lletra) per Roberta ("Lovely to Look At") |
| Millor direcció artística | Millor fotografia |
| - Richard Day per The Dark Angel - Van Nest Polglase i Carroll Clark per Barret de copa - Hans Dreier i Roland Anderson per The Lives of a Bengal Lancer | - Hal Mohr per A Midsummer Night's Dream (Nominació no oficial) - Ray June per Barbary Coast - Victor Milner per The Crusades - Gregg Toland per Les Misérables |
| Millor so | Millor muntatge |
| - Douglas Shearer per Naughty Marietta (MGM Studio Sound Department) - $1,000 a Minute (Republic Studio Sound Department) - Gilbert Kurland per Bride of Frankenstein (Universal Studio Sound Department) - Nathan Levinson per Captain Blood (Warner Bros. Studio Sound Department) - Thomas T. Moulton per The Dark Angel (United Artists Studio Sound Department) - Carl Dreher per I Dream Too Much (RKO Radio Studio Sound Department) - Franklin B. Hansen per The Lives of a Bengal Lancer (Paramount Studio Sound Department) - John Livadary per Love Me Forever (Columbia Studio Sound Department) - E. H. Hansen per Thanks a Million (Fox Studio Sound Department) | - Ralph Dawson per A Midsummer Night's Dream - Robert J. Kern per David Copperfield - George Hively per El delator - Barbara McLean per Les Misérables - Ellsworth Hoagland per The Lives of a Bengal Lancer - Margaret Booth per Rebel·lió a bord |
| Millor curtmetratge - Comèdia | Millor curtmetratge - Novetat |
| - How to Sleep de Jack Chertok i MGM - Oh, My Nerves de Jules White i Columbia Pictures - Tit for Tat de Hal Roach i MGM | - Wings Over Everest de Gaumont British i Skibo Productions - Audioscopiks de Pete Smith i MGM - Camera Thrills de Universal Studios |
| Millor curtmetratge d'animació | |
| - Three Orphan Kittens de Walt Disney i United Artists - The Calico Dragon de Harman-Ising i MGM - Who Killed Cock Robin? de Walt Disney i United Artists | |
| Millor ajudant de direcció | Millor direcció de ball |
| - Clem Beauchamp i Paul Wing per The Lives of a Bengal Lancer - Joseph M. Newman per David Copperfield - Eric Stacey per Les Misérables - Sherry Shourds per A Midsummer Night's Dream (Nominació no oficial) | - Dave Gould per Broadway Melody of 1936 i Folies Bergère de Paris - LeRoy Prinz per All the King's Horses and The Big Broadcast of 1936 - Hermes Pan per Barret de copa - Bobby Connolly per Broadway Hostess i Go into Your Dance - Busby Berkeley per Gold Diggers of 1935 - Sammy Lee per King of Burlesque - Benjamin Zemach per She |

## Oscar honorífic
- D. W. Griffith, pels seus èxits creatius com a director i productor i a la seva inestimable iniciativa i contribució duradora pel progrés del cinema.

## Múltiples nominacions i premis

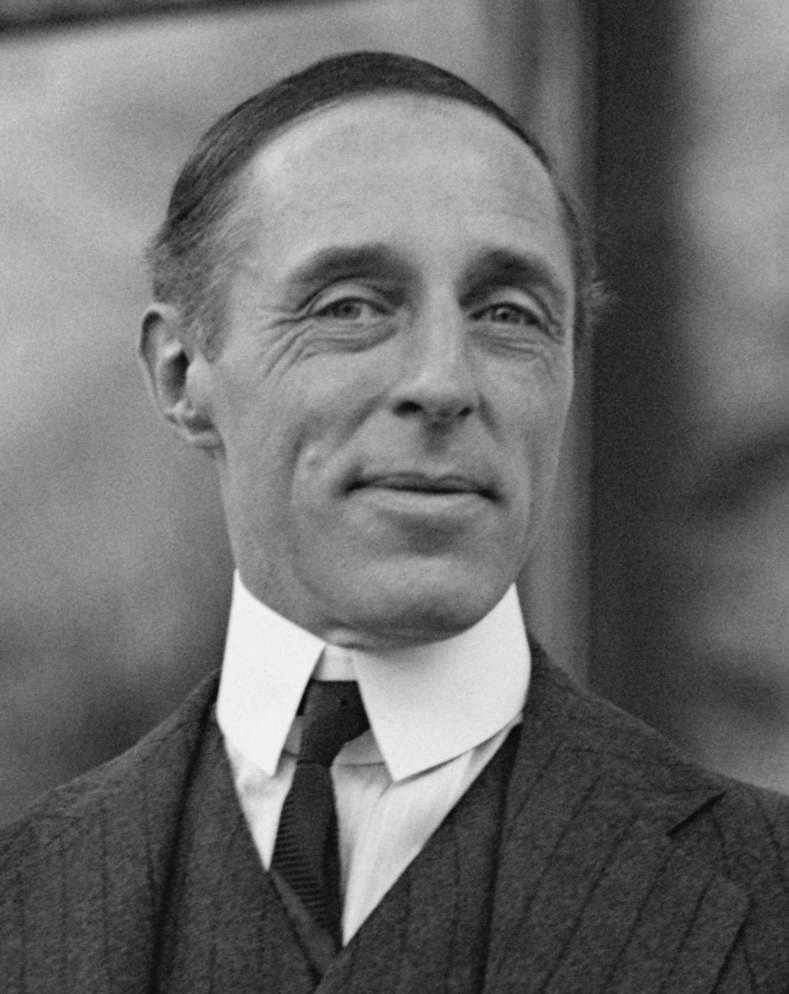
D.W. Griffith

| Les següents pel·lícules van rebre diverses nominacions: - 8 nominacions: Rebel·lió a bord - 7 nominacions: The Lives of a Bengal Lancer - 6 nominacions: El delator - 4 nominacions: Barret de copa i Les Misérables - 3 nominacions: A Midsummer Night's Dream, Broadway Melody of 1936, The Dark Angel i Captain Blood - 2 nominacions: Gold Diggers of 1935, Naughty Marietta, David Copperfield i Somnis de joventut | Les següents pel·lícules van rebre més d'un premi: - 4 premis: El delator - 2 premis: A Midsummer Night's Dream |